# Johann von Brabeck
Johann von Brabeck (* unbekannt; † vor 1632) war Domherr in Münster.

## Leben

### Herkunft und Familie
Johann von Brabeck entstammte dem westfälischen Adelsgeschlecht von Brabeck, das seinen Ursprung im Vest Recklinghausen hatte.
Er wurde als Sohn des Schonebeck von Brabeck und dessen Gemahlin Anna von Letmathe geboren. Dessen Geschwister Walter, Engelbert, Heinrich und Engelbert waren Domherren in Münster, Speyer und Paderborn.

### Wirken
Mit dem Erhalt der Tonsur am 15. Juli 1611 wurde Johann auf ein geistliches Leben vorbereitet. Mit der Aufschwörung auf die Geschlechter Brabeck, Letmathe, Westhoff, Droste, Schonebeck, Ense, Voß und Hoberg am 7. Mai 1618 nahm er Besitz von der Dompräbende des Hermann Spieß. Die Emanzipation fiel auf den 7. Juli 1621. Er verzichtete im November 1627 und heiratete Johanna Christina Knipping zu Hackfort. Aus der im Jahre 1628 geschlossenen Ehe gingen die Kinder Johann Dietrich (* 1629, ⚭ Adelheid von Dobbe) und Anna Sybilla (⚭ Hermann Otto von Westerholt) hervor. Seine Präbende wurde am 8. Februar 1628 an Johann Dietrich von Brabeck vergeben.